# Морские ворота (фильм, 1974)
«Морские ворота» — советский двухсерийный телефильм 1974 года снятый на Рижской киностудии режиссёром Сергеем Тарасовым.

## Сюжет
По одноимённому роману Дагнии Зигмонте.
О семье капитана рыболовного судна Ансиса. У него жена Кристина, две взрослые дочери, Айна и Ева. Сын Кристап ушёл из дома, чтобы выбрать карьеру музыканта вопреки воле отца. Обе дочери — учителя. Муж дочери Айны Эдгар также как Ансис является капитаном рыбацкого судна. Младшая дочь Ева и капитан Йорен любят друг друга, хотя у Йорена есть семья.

## В ролях
- Вия Артмане — Кристина
- Аусма Кантане — Айна
- Лига Лиепиня — Фина
- Вайва Майнелите — Эва
- Валерий Козинец — Эдгар, муж Айны
- Юрис Плявиньш — рыбак
- Витаутас Томкус — Иорен Акменькалн
- Эдуардс Павулс — Ансис Дзиесма
- Хелга Данцберга — Лида
- Анатолий Васильев — Игорь, рыбак
- Роландс Загорскис — Каспар, сын Ансиса
- Янис Мелдерис — Сеглинь
- Гундарс Аболиньш — Айвар, сын Сеглиня
- Арида Гутмане — Ира, дочь Иорена
- Дана Калниня — Лита, дочь Эдгара
- Надежда Самсонова — Анна Карловна
- Майя Булгакова — пассажирка поезда
- Юрис Стренга — гость
- Валентина Старжинская — эпизод
- Артурс Димитерс — эпизод
- Антанас Мацкявичюс — эпизод

## Фестивали и награды
Главный приз 7-го Всесоюзного кинофестиваля «Человек и море» (1976, Таллин).